# Connor Undercover
Connor Undercover is een Canadese jeugdserie uit 2009 die in opdracht van de jeugdzender Family werd gemaakt door de Heroic Films Company en Shaftesbury Films.
Begin 2010 bestelde Family een tweede seizoen van de reeks.
De serie beleefde op 12 april 2010 haar première op de Australische zender ABC3.
Connor Undercover werd opgenomen in Toronto en speelt zich daar ook af.

## Verhaal
Connor Heith is een gewone vijftienjarige jongen die als grote droom heeft om spion te worden.
Als Gisela Calicos, de dochter van de president van het fictieve land Cordoba, bij hem thuis onderduikt krijgt hij de kans die droom in vervulling te laten gaan.
Gisela brengt haar lijfwacht, Ed Garcia, mee en die leidt Conor op tot een professioneel spion.
Als Ed later undercover gaat om te infiltreren in de criminele organisatie die het op Gisela gemunt heeft staat Conor in voor Gisela's veiligheid.

## Rolbezetting

### Hoofdpersonages
| Acteur     | Personage      | Opmerkingen                               |
| ---------- | -------------- | ----------------------------------------- |
| Max Morrow | Connor Heath   |                                           |
| Lola Tash  | Gisela Calicos | Presidentsdochter van Cordoba             |
| Gavin Fox  | Eduardo Garcia | Gisela's lijfwacht en professioneel spion |

### Nevenpersonages
| Acteur           | Personage         | Opmerkingen                                      |
| ---------------- | ----------------- | ------------------------------------------------ |
| Dylan Authors    | Ty Heath          | Connors luie aan snoep verslaafde jongere broer  |
| Jordan Francis   | Dave Wynott       | Connors beste vriend                             |
| Carleigh Beverly | Tanya Gilette     | Connors vriendinnetje                            |
| Ana Golja        | Lily Bogdakovitch | Het buurmeisje die Ty liever ziet gaan dan komen |
| Howard Hoover    | Reuben Heath      | Conors vader en geheim agent                     |
| Jude Coffey      | Julia Heath       | Conors moeder en geheim agente                   |
| Randy Thomas     | president Calicos | Gisela's vader en president van Cordoba          |
| Tattiawna Jones  | Zatari            | Vijandelijk spionne                              |